# Ousseynou Ba
Ousseynou Ba, né le 11 novembre 1995 à Dakar, est un footballeur sénégalais évoluant au poste de défenseur central a l'İstanbul Başakşehir.

## Biographie
Arrivé en France à l'été 2016, il doit s'engager avec le FC Sochaux mais les négociations de son contrat n'aboutissent pas. Après un an sans club, Ousseynou Ba s'engage avec le GFC Ajaccio, pour trois ans, sous les ordres d'Albert Cartier, à qui il avait plu lors de ses négociations avec Sochaux. Il est titulaire régulier chez les Gaziers lors de sa première saison, avec vingt-huit titularisations en trente matchs disputés, et signe même une passe décisive le 16 février 2018 contre le Stade de Reims au stade Ange-Casanova.
Pour la saison 2018-2019, Ousseynou Ba est titulaire neuf fois lors des treize premiers matchs, et obtient son premier carton rouge le 14 septembre 2018 face au Stade brestois. Le 2 novembre, il marque son premier but lors du derby ajaccien contre l'AC Ajaccio, remporté par les Gaziers. Lors du premier jour du mercato hivernal, il est transféré à l'Olympiakos mais prêté directement au GFCA pour terminer la saison en cours.

## Palmarès

### En club
Olympiakos
- Championnat de Grèce (3) 
  - Champion : 2020, 2021  et 2022
- Coupe de Grèce  (1) 
  - Vainqueur en 2020

## Statistiques
| Saison                | Club                  | Championnat           | Championnat | Championnat | Coupe nationale | Coupe nationale | Coupe de la Ligue | Coupe de la Ligue | Compétition(s) continentale(s) | Compétition(s) continentale(s) | Compétition(s) continentale(s) | Total | Total |
| Saison                | Club                  | Division              | M.          | B.          | M.              | B.              | M.                | B.                | Comp.                          | M.                             | B.                             | M.    | B.    |
| 2017-2018             | GFC Ajaccio           | Ligue 2               | 28          | 0           | -               | -               | 2                 | 0                 | -                              | -                              | -                              | 30    | 0     |
| 2018-2019             | GFC Ajaccio           | Ligue 2               | 29          | 1           | 2               | 0               | 1                 | 0                 | -                              | -                              | -                              | 32    | 1     |
| Sous-total            | Sous-total            | Sous-total            | 57          | 1           | 2               | 0               | 3                 | 0                 | -                              | -                              | -                              | 62    | 1     |
| Total sur la carrière | Total sur la carrière | Total sur la carrière | 57          | 1           | 2               | 0               | 3                 | 0                 | -                              | -                              | -                              | 62    | 1     |